# Yale Bulldogs football
Gli Yale Bulldogs football sono la squadra di college football dell'Università di Yale. Il programma fa parte della NCAA Division I Football Championship Subdivision (precedentemente Division I-AA). Il programma di football di Yale è tra i più antichi della nazione, avendo iniziato a gareggiare nel stagione 1872 e tra i più blasonati con 27 titoli nazionali vinti.
Il blasone non si conclude con i 27 titoli: due dei primi tre giocatori insigniti dell'Heisman Trophy (Larry Kelley nel 1936 e Clint Frank nel 1937) furono di Yale, che conta anche 100 consensus All-American, 28 giocatori inseriti nella College Football Hall of Fame, incluso il "padre del football americano" Walter Camp, il primo giocatore professionista Pudge Heffelfinger, e gli allenatori Amos Alonzo Stagg, Howard Jones, Tad Jones e Carmen Cozza.  Con 865 vittorie, Yale è la terza squadra con più successi nella storia del college football, dietro solo all'University of Michigan ed a Notre Dame.

## Storia

### Fino al secondo dopoguerra
Oltre al merito di aver costruito quel nuovo sport grazie alle intuizioni di Camp, i Bulldogs sono stati una delle squadre dominanti nel primo periodo della storia del football intercollegiale, vincendo tutti e 27 titoli tra il 1872 ed il 1926. La lenta trasformazione dello sport, ma soprattutto la discesa in campo di un numero sempre maggiore di scuole, causarono una parabola discendente per i college della odierna Ivy League.

### La formazione della Ivy League
Quando Brown, Columbia, Cornell, Harvard, Princeton, Yale, Dartmouth College e l'Università della Pennsylvania costituirono la conference denominata Ivy League nel 1955, fu imposto alle partecipanti il divieto di giocare gare di post-season nel football. Altre scuole possibili futuri membri della conference intendevano non vedersi preclusa questa possibilità, questo isolò e giocoforza indebolì le squadre della Ivy League sulla ribalta nazionale. Harvard ha comunque ottenuto buoni risultati vincendo 11 volte la Conference di cui l'ultima volta nel 1981

### La suddivisione della NCAA Division I
La NCAA Division I istituì una suddivisione tra i programmi di football nel 1978, definendo "I-A" le scuole più grandi, e "I-AA" per le più piccole. La NCAA aveva ideato la scissione ipotizzando la Ivy League nella categoria inferiore, ma questa non scese per le successive 4 stagioni. Poi, nel 1982, la NCAA introdusse una regola che prevedeva una presenza media di almeno 15 000 spettatori per qualificarsi per l'adesione IA, ciò costrinse la Ivy League a una scelta: o separarsi o far scendere l'intera conference alla Division I-AA, venne scelta questa seconda ipotesi già a partire dalla suddetta stagione 1982.
Dal momento della discesa della Ivy League in D I-AA, Yale ha vinto la conference altre tre volte: 1989 (8–2–0), 1999 (9–1–0), 2006 (8–2–0).

## Impianti
Lo Yale Bowl è lo stadio di football di Yale a New Haven, Connecticut circa un chilometro a ovest di campus principale di Yale. Completato nel 1914, lo stadio può ospitare 61 446 spettatori, ridotti dai lavori di ristrutturazione dalla capacità originale di 70 869.
I lavori iniziarono nel mese di agosto 1913. Fu il primo stadio a forma di scodella nel paese, e fornì il modello per la progettazione di altri stadi storici come il Los Angeles Memorial Coliseum, il Rose Bowl, e il Michigan Stadium. L'attuale tabellone è stato aggiunto nel 1958, e nel 1986 è stato aggiunto il box stampa. È stato dichiarato monumento storico nazionale nel 1987.

## Head coach
| Nome                  | Anni                 | Vittorie | Sconfitte | Pareggi | Pct.  |
| --------------------- | -------------------- | -------- | --------- | ------- | ----- |
| No coach              | 1872–1887            | 79       | 5         | 8       | .902  |
| Walter Camp           | 1888–1892            | 67       | 2         | 0       | .971  |
| William Rhodes        | 1893–1894            | 26       | 1         | 0       | .963  |
| Josh Hartwell         | 1895                 | 13       | 0         | 2       | .933  |
| Sam Thorne            | 1896                 | 13       | 1         | 0       | .929  |
| Frank Butterworth     | 1897–1898            | 18       | 2         | 2       | .864  |
| James O. Rodgers      | 1899                 | 7        | 2         | 1       | .750  |
| Malcolm McBride       | 1900                 | 12       | 0         | 0       | 1.000 |
| George S. Stillman    | 1901                 | 11       | 1         | 1       | .885  |
| Joseph R. Swan        | 1902                 | 11       | 0         | 1       | .958  |
| George B. Chadwick    | 1903                 | 11       | 1         | 0       | .917  |
| Charles D. Rafferty   | 1904                 | 10       | 1         | 0       | .909  |
| Jack Owsley           | 1905                 | 10       | 0         | 0       | 1.000 |
| Foster Rockwell       | 1906                 | 9        | 0         | 1       | .950  |
| William F. Knox       | 1907                 | 9        | 0         | 1       | .950  |
| Lucius Horatio Biglow | 1908                 | 7        | 1         | 1       | .833  |
| Howard Jones          | 1909, 1913           | 15       | 2         | 3       | .825  |
| Ted Coy               | 1910                 | 6        | 2         | 2       | .700  |
| John Field            | 1911                 | 7        | 2         | 1       | .750  |
| Art Howe              | 1912                 | 7        | 1         | 1       | .833  |
| Frank Hinkey          | 1914–1915            | 11       | 7         | 0       | .611  |
| Tad Jones             | 1916–1917, 1920–1927 | 60       | 15        | 4       | .785  |
| Albert Sharpe         | 1919                 | 5        | 3         | 0       | .625  |
| Mal Stevens           | 1928–1932            | 21       | 11        | 8       | .625  |
| Reginald D. Root      | 1933                 | 4        | 4         | 0       | .500  |
| Ducky Pond            | 1934–1940            | 30       | 25        | 2       | .544  |
| Spike Nelson          | 1941                 | 1        | 7         | 0       | .125  |
| Howard Odell          | 1942–1947            | 35       | 15        | 2       | .692  |
| Herman Hickman        | 1948–1951            | 16       | 17        | 2       | .486  |
| Jordan Olivar         | 1952–1962            | 61       | 32        | 6       | .646  |
| John Pont             | 1963–1964            | 12       | 5         | 1       | .694  |
| Carmen Cozza          | 1965–1996            | 179      | 119       | 5       | .599  |
| Jack Siedlecki        | 1997–2008            | 71       | 48        | 0       | .597  |
| Tom Williams          | 2009–2011            | 16       | 14        | 0       | .533  |
| Anthony Reno          | 2012–                | 2        | 8         | 0       | .200  |
| Totale                |                      | 872      | 354       | 55      | .702  |

## Giocatori inseriti nella College Football Hall of Fame

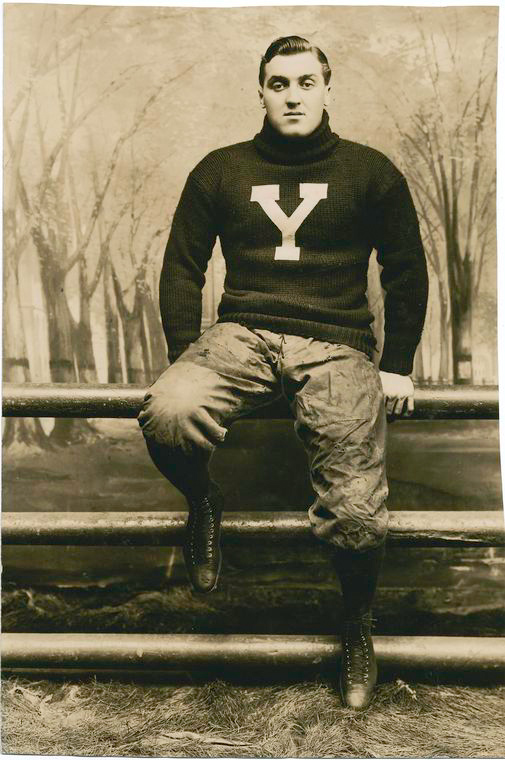
End Tom Shevlin 4 volte All-American dal 1902 al 1905

A tutto il 2010, 28 tra giocatori ed allenatori degli Yale Bulldogs sono stati inseriti nella College Football Hall of Fame. :
| Nome               | Posizione             | Anni            | Inserimento |
| ------------------ | --------------------- | --------------- | ----------- |
| Mal Aldrich        | Halfback              | 1919–1921       | 1972        |
| Doug Bomeisler     | End                   | 1910–1912       | 1972        |
| Albie Booth        | Halfback              | 1929–1931       | 1966        |
| Gordon Brown       | Guard                 | 1897–1900       | 1954        |
| Walter Camp        | Coach                 | 1888–1895       | 1951        |
| Pa Corbin          | Center                | 1886–1888       | 1969        |
| Ted Coy            | Fullback              | 1907–1909       | 1951        |
| Carmen Cozza       | Coach                 | 1965–1996       | 2002        |
| Clint Frank        | Halfback              | 1935–1937       | 1955        |
| Pudge Heffelfinger | Guard                 | 1888–1891       | 1951        |
| Bill Hickock       | Guard                 | 1892–1894       | 1971        |
| Frank Hinkey       | End                   | 1891–1894       | 1951        |
| James Hogan        | Tackle                | 1901–1904       | 1954        |
| Art Howe           | Quarterback           | 1909–1911       | 1973        |
| Howard Jones       | Coach                 | 1908–1940       | 1951        |
| Tad Jones          | Coach                 | 1909–1927       | 1958        |
| Larry Kelley       | End                   | 1934–1936       | 1969        |
| Hank Ketcham       | Center, Guard         | 1911–1913       | 1968        |
| John Kilpatrick    | End                   | 1908–1910       | 1955        |
| Alex Kroll         | Center                | 1956, 1960–1961 | 1997        |
| Bill Mallory       | Fullback              | 1921–1923       | 1964        |
| Lee McClung        | Halfback              | 1888–1891       | 1963        |
| Century Milstead   | Tackle                | 1920–1921, 1923 | 1977        |
| Tom Shevlin        | End                   | 1902–1905       | 1954        |
| Amos Alonzo Stagg  | End                   | 1885–1889       | 1951        |
| Mal Stevens        | Quarterback, Halfback | 1919–1921, 1923 | 1974        |
| Herbert Sturhahn   | Guard                 | 1924–1926       | 1981        |
| Sam Thorne         | Halfback              | 1893–1895       | 1970        |